# Сухой Яр (Донецкая область)
Сухой Яр (укр. Сухий Яр) — село на Украине, находится в Покровском районе Донецкой области.
Код КОАТУУ — 1422782809. Население по переписи 2001 года составляет 237 человек. Почтовый индекс — 85362. Телефонный код — 623.

## Адрес местного совета
85362, Донецкая область, Покровский р-н, с. Лысовка, ул. Ленина, 68, тел. 5-38-7-48